# Pierre Janssen
Pierre Jules César Janssen (1824-1907) là nhà thiên văn người Pháp. Ông là người cùng với nhà khoa học người Anh Joseph Norman Lockyer phát hiện ra thể khí tự nhiên của quyển sắc Mặt Trời. Janssen cũng là người góp phần khám phá ra sự tồn tại của heli.

## Đời sống và công việc
Janssen theo học toán học và vật lý vì ông có tài năng trong lĩnh vực khoa học. Ông giảng dạy tại Lycée Charlemagne vào năm 1853 và tại một trường học kiến trúc trong các năm 1865 - 1871, nhưng tâm trí của ông chủ yếu là dành cho những nhiệm vụ khoa học được giao. Vì thế, vào năm 1857, Janssen đến Peru với việc tìm ra xích đạo từ tính. Trong các năm 1861, 1862 và 1864, ông nghiên cứu nhiễm độc Telluric trong quang phổ Mặt Trời ở Ý và Thụy Sĩ. Vào năm 1867, Janssen thực hiện các thử nghiệm quang học và từ tính ở Azores. Ông đã thành công trong việc quan sát chuyển động của sao Kim trong hai thời điểmː 1874 ở Nhật Bản và 1882 ở Algérie. Ông cũng quan tâm đến một chuỗi xảy ra pha tối ở Trani (1867), Guntur (1868) và Algiers (1870), Siam (1875), đảo Caroline (1883) và Alcosebre (1905). Để có thể quan sát pha tối vào năm 1870, ông đã phải trốn khỏi Paris đang bị bao vây bằng một chiếc khinh khí cầu. Vào năm 1875, Janssen được chỉ định làm giám đốc của một đài thiên văn được thành lập ở Meudon. Vào năm 1876, Janssen có đặt một loạt các bức ảnh liên quan đến Mặt Trời (chúng ở trong bộ sưu tập Atlas de photographies solaires được xuất bản vào năm 1904). Năm 1896, ông cho xuất bản tập đầu tiên của Annales de l'observatoire de Meudon. Ông là chủ tịch của Hội Thiên văn Pháp trong các năm 1895-1897. Ông qua đời vào ngày 23 tháng 12 năm 1907 tại Paris. Ông được chôn cất tại Nghĩa trang Père Lachaise với cái tên "J. Janssen" trên bia mộ.

## Các công trình khoa học

### Khám phá heli
Vào năm 1868, Jannssen đã khám phá cách để quan sát Mặt Trời phun trào ngoài pha tối. Khi khám phá ra pha tối Mặt Trời vào ngày 18 tháng 8 năm 1868, ông đã lưu tâm đến đường viền sáng trong quang phổ của quyển sắc và cho rằng quyển sắc là khí gas. Tại thời điểm đó, trong quang phổ của Mặt Trời, mặc dù không có sự lưu tâm ngay tức thì nào cũng như không có lời bình luận nào, có xuất hiện một vệt sáng màu vàng. Sau này nó được xác định là có bước sóng là 587.49 nm. Sự quan sát của Janssen là sự quan sát đầu tiên về một đương sáng cụ thể và nó đã mở ra khả năng khám phá một thứ chưa được khám phá trên Trái Đất. Từ mức độ ánh sáng của đường quang phổ này, Janssen đã nhận ra có thể quan sát nó mà không cần có pha tối của Mặt Trời và tiếp tục làm điều đó.
Vào ngày 20 tháng 10 năm 1868, Joseph Norman Lockyer đã dùng một chiếc máy đo quang phổ và ông cũng khám phá ra ánh sáng màu vàng tương tự trong quang phổ trong quyển sắc của Mặt Trời. Chỉ trong một vài năm, Lockyer đã làm việc như một nhà hóa học và ông đã đi đến kết luận rằng nó có thể được tạo ra bởi một nguyên tố chưa biết đến, sau khi đã không thành công khi cho rằng nó là một dạng của hydro. Đây là lần đầu tiên một nguyên tố hóa học được khám phá ngoài Trái Đất. Lockyer cùng với một nhà hóa học người Anh khác tên Edward Frankland đặt tên nó bằng một từ tiếng Hy Lạp nói về Mặt Trời, ἥλιος (helios).

### Những quan sát
Trong quan sát tại Guntur vào năm 1868, Janssen đã khám phá ra khí gas tự nhiên và sự phun trào của Mặt Trời và ông đã nghĩ ra một phương pháp nhưng quan sát những sự vật và hiện tượng này dưới điều kiện ánh sáng ban ngày bình thường. Một câu hỏi cần được giải đáp đối với Janssen là liệu trên Mặt Trời có oxy hay không. Việc cần làm đầu tiên để có thể trả lời câu hỏi này là loại ảnh hưởng của khí quyển Trái Đất và Jassen đã thực hiện cuộc quan sát trên đỉnh núi Mont Blanc. Ông đã thực hiện cuộc khám phá này vào tháng 9 năm 1893, phải chịu tác động của tuổi tác và sự giá lạnh của đỉnh núi. Ông đã mất 4 ngày để trèo lên đỉnh núi.

## Vinh danh

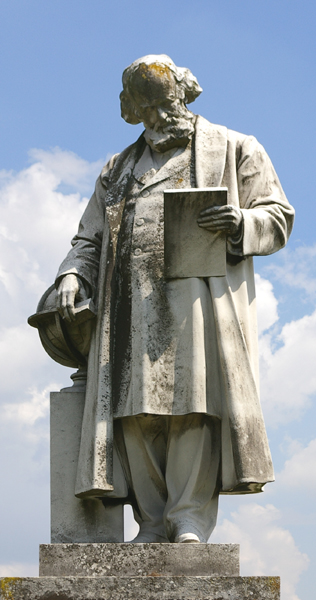
Tượng của Janssen tại Meudon

Janssen trở thành Hiệp sĩ của Huân chương Danh dự và là một thành viên nước ngoài của Hội Hoàng gia Luân Đôn. Miệng núi lửa cả trên sao Hỏa và Mặt Trăng đều được đặt tên theo tên của ông. Một vùng đất trong Đài Thiên văn Meudon cũng được theo tên của ông.